# Euzebiusz z Doryleum
Euzebiusz z Doryleum – biskup żyjący w V wieku w Doryleum (Eskişehir w zach. Turcji), teolog, obrońca ortodoksji.

## Życiorys
W 428 wystąpił przeciw poglądom Nestoriusza. W 448 został biskupem Doryleum. W tym samym roku wniósł oskarżenie o herezję przeciwko Eutychesowi do patriarchy konstantynopolskiego Flawiana. W 449 podczas synodu zwanego rozbojem efeskim został potępiony, złożony z urzędu i uwięziony. Uciekł do Rzymu i oddał się pod opiekę papieża Leona I Wielkiego. Został zrehabilitowany na soborze chalcedońskim.